# 三元伏魔宫
三元伏魔宫，位于北京市西城区烟袋斜街83号，是一座道教宫观。现为西城区普查登记文物。

## 简介
三元伏魔宫是主供关羽的宫观。该宫创建于清朝嘉庆八年（1803年）。清朝道光六年（1826年）改归范氏的名下，成为家庙。1958年，改归北京市宗教局，委托新街口房管局代管。2003年，烟袋斜街保护与修缮试点工程启动，有腾退并修复三元伏魔宫的计划。
三元伏魔宫内有正殿三间，南、北配殿各三间，此外还有一座跨院。根据在该宫居住的老人介绍，原来该宫正殿中央供奉关羽，南侧供奉财神，北侧供奉火神。
考“三元伏魔宫”名称的来历：明神宗曾加封关羽为“三界伏魔帝君”；“三元”道教指宇宙生成之本原，《参同契》载“含精养神，通德三元。”。